# Bojovnice Kühneova
Bojovnice Kühneova (Betta kuehnei) je sladkovodní paprskoploutvá ryba z čeledi guramovití (Osphronemidae). Pochází z Thajska a pevninské Malajsie.
Bojovnice Kühneova nese jméno akvaristy Jense Kühnea, který jako jeden z prvních nový druh rozpoznal a shromáždil dostatečné množství exemplářů k jeho vědeckému popisu.